# Геращенко, Михаил Моисеевич
Михаил Моисеевич Геращенко (1906—1972) — участник Великой Отечественной войны, Герой Советского Союза.

## Биография
Родился 25 августа (по новому стилю 6 сентября) 1906 года в Полтаве в семье рабочих. После окончания начальной школы работал на Полтавской колбасной фабрике.
В 1924 году призван в ряды Красной армии. Демобилизовался в 1934 году. Работал слесарем Водоканалтреста.
Вторично призван в январе 1940 года. Окончил Миргородское военное училище. В боях Великой Отечественной войны с октября 1941 года. Воевал на Сталинградском и Центральном фронтах в составе 1035-го стрелкового полка 280-й стрелковой дивизии.
Дивизия сформирована в декабре 1941 года как 280-я стрелковая дивизия второго формирования, весной 1942 года была передана в состав 48-й армии Брянского фронта и удерживала оборону в районе железнодорожной станции Русский Брод на линии Орёл — Ливны. В конце 1942 года дивизия участвовала в прорыве оборонительных укреплений немцев в районе Ливны. В составе 70-й армии участвовала в освобождении Курска, освободив город Фатеж и наступая в направлении Орла.
После образования в этом районе Курской дуги, 280-я стрелковая дивизия держала оборону в северной части Курского выступа, а затем, получив пополнение, была переброшена в самый центр Курской дуги, в состав войск 60-й армии.
Особенно отличился взвод лейтенанта Геращенко во время освобождения Украины летом и осенью 1943 года. Во взаимодействии с другими частями 280-я дивизия 6 сентября освободила Конотоп, вскоре был освобождён Бахмач. Дивизия участвовала в освобождении Нежина Черниговской области. Взламывая оборонительные рубежи противника, уничтожая его технику, части 280-й стрелковой дивизии стремительно вышли к Десне в районе города Остёр и с ходу её форсировали. Преследуя врага, полки достигли Днепра.
Бойцы взвода лейтенанта Геращенко из 3-й стрелковой роты 1035-го стрелкового полка в ночь на 26 сентября в числе первых форсировали Днепр неподалёку от села Сивка. 27 сентября они вступили в бой с противником на правом берегу Днепра.
В наградном листе на М. М. Геращенко значится:
Во время этой яростной схватки со врагом Михаил Моисеевич был ранен, но продолжал сражаться, командовать взводом. Через два дня, 29 сентября, в бою за село Ротичи Чернобыльского района лейтенант Геращенко вновь продемонстрировал смелость и железную выдержку, личным примером воодушевлял бойцов на подвиги. В этом бою М. М. Геращенко был вторично ранен. Но, истекая кровью, не ушёл с поля боя и не оставил своих солдат, пока они окончательно не закрепились в занятом селе. Взвод лейтенанта Геращенко в этом бою уничтожил до роты гитлеровцев. После боя мужественного командира доставили в медсанбат, а оттуда в госпиталь, где более восьми месяцев врачи боролись за его жизнь.
Указом Президиума Верховного Совета СССР от 17 октября 1943 года за мужество и героизм, проявленные при форсировании Днепра и удержании плацдарма на его правом берегу лейтенанту Михаилу Моисеевичу Геращенко присвоено звание Героя Советского Союза со вручением ордена Ленина и медали Золотая Звезда.
После выхода из госпиталя Михаил Моисеевич не смог вернуться в действующую армию. Он стал железнодорожником. В 1945 году лейтенант Геращенко уволен в запас. Жил в Харькове. Работал на железнодорожной станции Балашовка.
Умер 28 июня 1972 года. Похоронен в Харькове.

## Память
В честь Героя Советского Союза в послевоенные годы названа улица в Октябрьском районе Полтавы (пролегает от улицы Панаса Мирного до улицы Леси Украинки).